# Unité urbaine de Ban-de-Laveline
L'unité urbaine de Ban-de-Laveline est une unité urbaine française centrée sur la commune de Ban-de-Laveline dans les Vosges.

## Données générales
En 2010, selon l'Insee, l'unité urbaine était composée de six communes.
En 2020, à la suite d'un nouveau zonage, elle est composée des six mêmes communes.
En 2022, avec 2 920 habitants, elle représente la 19e unité urbaine du département des Vosges.

## Composition de l'unité urbaine en 2020
Elle est composée des six communes suivantes :
| Nom                            | Code Insee | Département | Statut       | Superficie (km2) | Population (dernière pop. légale) | Densité (hab./km2) | Modifier                                    |
| ------------------------------ | ---------- | ----------- | ------------ | ---------------- | --------------------------------- | ------------------ | ------------------------------------------- |
| Ban-de-Laveline (ville-centre) | 88032      | Vosges      | ville-centre | 26,45            | 1 163 (2022)                      | 44                 | modifier les données · modifier les données |
| Bertrimoutier                  | 88054      | Vosges      | banlieue     | 3,72             | 312 (2022)                        | 84                 | modifier les données · modifier les données |
| La Croix-aux-Mines             | 88120      | Vosges      | banlieue     | 16,80            | 456 (2022)                        | 27                 | modifier les données · modifier les données |
| Gemaingoutte                   | 88193      | Vosges      | banlieue     | 3,90             | 152 (2022)                        | 39                 | modifier les données · modifier les données |
| Neuvillers-sur-Fave            | 88326      | Vosges      | banlieue     | 5,12             | 357 (2022)                        | 70                 | modifier les données · modifier les données |
| Raves                          | 88375      | Vosges      | banlieue     | 4,02             | 480 (2022)                        | 119                | modifier les données · modifier les données |

## Évolution démographique
| 1968  | 1975  | 1982  | 1990  | 1999  | 2008  | 2013  | 2019  |
| ----- | ----- | ----- | ----- | ----- | ----- | ----- | ----- |
| 2 544 | 2 663 | 2 815 | 2 882 | 2 839 | 3 081 | 3 071 | 2 956 |

#### Données générales
- Unité urbaine
- Aire d'attraction d'une ville
- Aire urbaine (France)
- Liste des unités urbaines de France

#### Données démographiques en rapport avec l'unité urbaine de Ban-de-Laveline
- Aire d'attraction de Saint-Dié-des-Vosges
- Arrondissement de Saint-Dié-des-Vosges

#### Données démographiques en rapport avec les Vosges
- Démographie des Vosges